# Centella montana
Centella montana là một loài thực vật có hoa trong họ Hoa tán. Loài này được (Cham. & Schltdl.) Domin mô tả khoa học đầu tiên năm 1908.